# Couvent des Cordeliers de Notre-Dame-de-la-Garde

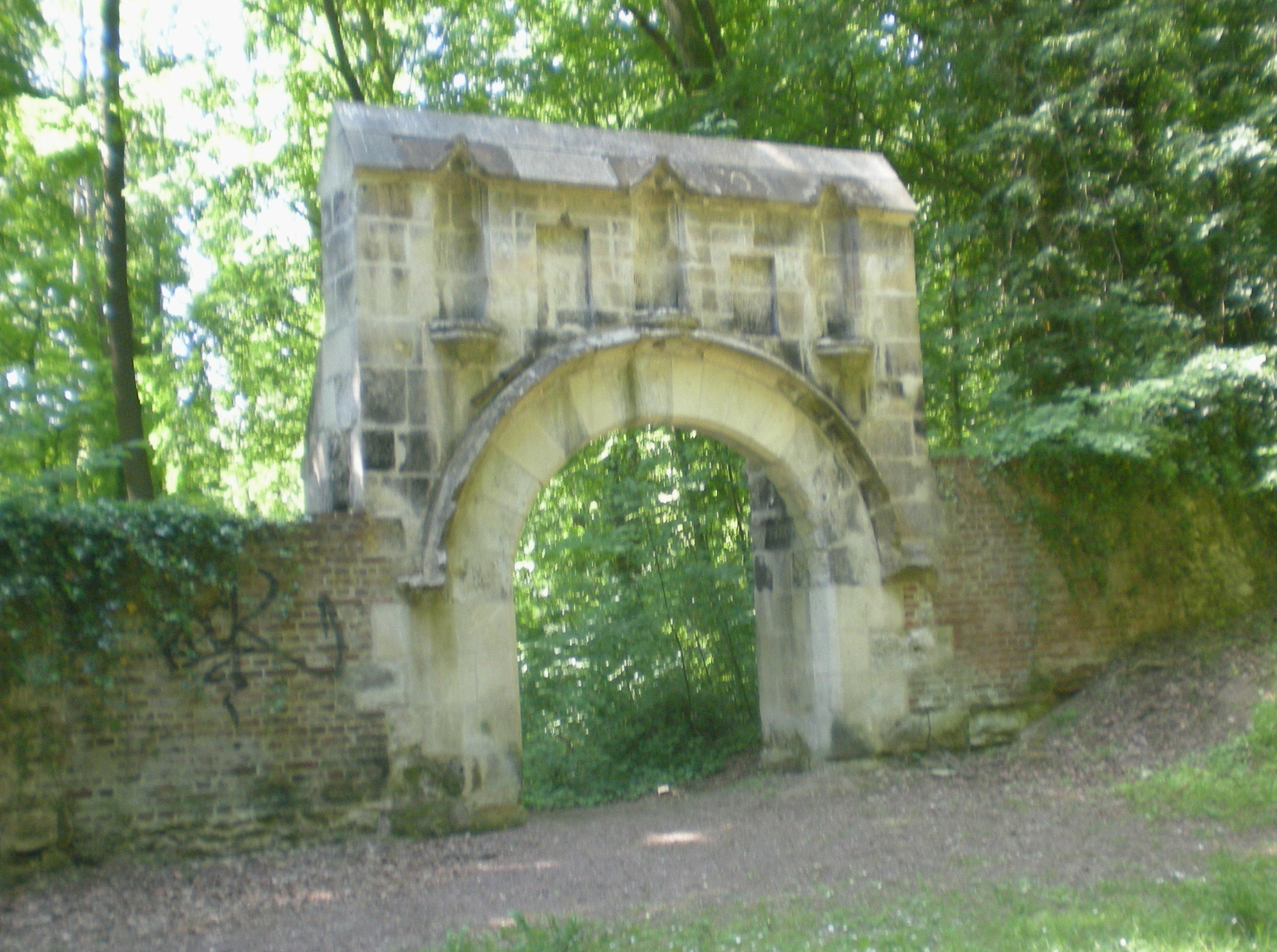
L'ancien porche, datant de 1488.

Le couvent des Cordeliers de Notre-Dame-de-la-Garde est un ancien couvent catholique construit entre le XIIIe siècle et le XVIe siècle situé à La Neuville-en-Hez dans département de l'Oise, en région Hauts-de-France en France. Localisé en bordure de la forêt de Hez-Froidmont à 500 m à l'ouest du hameau de Boulincourt (commune d'Agnetz), ce couvent semble avoir eu pour origine un ermitage que l'on trouve mentionné au XVe siècle. De style gothique, l'ancien porche du couvent fait l’objet d’une inscription au titre des monuments historiques depuis le 23 février 1951.

## Historique

### Les origines
La première mention du site remonte à 1470, date à laquelle un gentilhomme originaire de Montigny y fait retraite dans une chapelle dédiée à saint Antoine. Il est rejoint rapidement par d'autres pénitents qui vont former la première communauté installée au couvent de la Garde.
Pierre de Bourbon, comte de Clermont, demanda au pape Sixte V l'autorisation de fonder et de construire un couvent en un lieu quelconque de ses domaines. Il obtint facilement l'accord du souverain pontife, et le roi Louis XI, son beau-père, lui accorda des lettres patentes l'autorisation d'établir son couvent en forêt de Hez, sur l'emplacement d'un ancien ermitage.

### Construction et consécration
Après avoir obtenu l'autorisation du pape, la communauté peut fonder un couvent de l'ordre de saint François. Les travaux de construction commencent en 1480. Au bout de trois ans l'ensemble paraît achevé et l'installation officielle des religieux a lieu le jour de l'Épiphanie en 1483. En 1487, le couvent prend le nom de « Notre-Dame de la Garde » et l'église est consacrée le 27 août 1488. C'est de ce premier état de construction que date le portail monumental, seul vestige demeuré en élévation du couvent de la Garde.

### Décadence et fin du couvent puis«Maison de Force»
Au XVIe siècle les religieux de la Garde semblent avoir de graves différends avec l'ordre de saint François qui menace même de dissoudre la communauté. Au siècle suivant le couvent change de vocation et semble devenir une sorte de « Maison de Force » où l'on enferme des personnalités indésirables sur « Lettres de cachet ». 
Au XVIIIe siècle, le couvent servit tour à tour de prison d'État, de pensionnat d'aliénés et de maison de retraite. Pendant la Révolution, avec la disparition des ordres religieux, un décret de 1790 ordonnait la mise en liberté des personnes détenues par lettres de cachet, sauf celles qui étaient « enfermées pour cause de folie ». La situation particulière du couvent de la garde lui valut de durer plus longtemps que les autres. On ne savait que faire des aliénés, et les difficultés financières retardaient la vente de la Garde. Jean-Éloi Tribou, ancien supérieur, devenu directeur de la maison nationale de la Garde s'était marié (comme un grand nombre de religieux après la révolution) avec la citoyenne Marie-Josèphe de Braine, ancienne religieuse et pensionnée de la République. Malheureusement, elle meurt à la Garde en 1798, laissant une fille âgée de 4 ans, Aimée-Désirée. Le couvent est vendu comme bien national et Tribou doit quitter la Garde en 1799. Il emmenait avec lui ses six aliénés et vint s'installer à Clermont, dans une maison située à l'emplacement de l'établissement actuel, rue des Finets. Il se trouve donc être le fondateur du centre hospitalier spécialisé interdépartemental de Clermont.
Le couvent de la garde conserva cette vocation jusqu'à la Révolution, période à laquelle on sait qu'il ne reste qu'une douzaine de religieux, un frère convers et le supérieur de la communauté : Jean-Éloi Tribou, qui sera par la suite le premier directeur de ce qui deviendra l'hôpital psychiatrique de Clermont.

### Démolition et multiples ventes
Comme tous les établissements religieux, le couvent est fermé et les bâtiments sont vendus. Pour récupérer et vendre les matériaux, le nouveau propriétaire entreprend la destruction de l'ensemble et rapidement, c'est le cloître et l'église (vraisemblablement en assez mauvais état) qui tombent sous la pioche des démolisseurs. Les autres bâtiments conventuels sont conservés et servent de dépôt de mendicité. Les restes du couvent passent en différentes mains au cours du XIXe siècle et c'est le banquier Stern qui l'acquiert en 1886 et fait transformer le fournil en habitation pour le gardien du chenil qu'il y a également installé. Les dernières construction en élévation seront détruites en 1945.

### Sondages archéologiques
Une série de sondages archéologiques menés en 1986 ont permis de vérifier certaines données historiques et de préciser l'implantation de l'église conventuelle. À l'angle nord-est de l'église une sépulture en pleine terre a été localisée et dans le remplissage de la fosse un peigne en os du haut Moyen Âge a été mis au jour, laissant supposer une probable occupation du site dès l'époque mérovingienne.

## Description
Les principaux bâtiments (dont l'église, le dortoir, un cloître, une boulangerie et des constructions annexes) occupaient la partie occidentale de l'enclos conventuel sur un terrain composé de limons sablonneux, alors que l'autre partie, vers l'est, très humide avait été consacrée à des cultures potagères. Le ru de la Garde traverse l'enclos du nord au sud où il alimentait deux viviers. Il existe également une source dans la partie orientale dont un filet d'eau rejoint le ru de la Garde après un cours de quelques mètres.
Les deux épitaphes que l'on voyait sur la tombe de Raoul de Falize, premier supérieur du couvent enterré dans l'église du couvent, sont rapportées par Louvet: 
L'épitaphe suivante était gravée sur une lame de cuivre placée dans le chœur de l'église :
On remarquait aussi, dans la nef de l'église de la Garde, la pierre tombale d'Annibal de Longueval, chevalier, seigneur d'Haraucourt, maître des eaux et forêts du comté de Clermont, décédé le 28 mars 1654.